# Masakra w Pietruszynskiej bałce
Masakra w Pietruszynskiej bałce – masowy mord na ludności żydowskiej dokonany przez funkcjonariuszy SS podczas II wojny światowej, 26 października 1941 roku, w Pietruszynskiej bałce nieopodal Taganrogu w Rosyjskiej FSRR.
17 października 1941 roku Taganrog został zajęty przez wojska niemieckie. Dziewięć dni później miejscowym Żydom rozkazano, by stawili się w jednej ze szkół celem rzekomego „przesiedlenia”. W rzeczywistości wszystkich, którzy posłuchali wezwania, wywieziono na egzekucję do Pietruszynskiej bałki. Ofiarą masakry padło około 1,8 tys. mężczyzn, kobiet i dzieci. Sprawcami zbrodni byli funkcjonariusze Sonderkommando 10a, wspierani przez żołnierzy Dywizji „Leibstandarte SS Adolf Hitler”.

## Preludium
Przed wybuchem wojny niemiecko-sowieckiej w Taganrogu nad Morzem Azowskim zamieszkiwało około 3 tys. Żydów.
17 października 1941 roku miasto zostało zajęte przez wojska niemieckie. Następnego dnia wkroczyło do niego Sonderkommando 10a (SK 10a). Był to jeden z pododdziałów Einsatzgruppe D – specjalnej grupy operacyjnej SD i policji bezpieczeństwa, której zadaniem była eksterminacja Żydów na obszarze Besarabii, południowej Ukrainy, Krymu i Kaukazu. Dowódcą SK 10a był SS-Obersturmbannführer Heinrich Seetzen.
Niemal natychmiast przebywającym w mieście Żydom narzucono obowiązek noszenia na ramieniu specjalnych opasek z żółtą gwiazdą Dawida. Ogłoszono jednocześnie, że nieprzestrzeganie tego rozkazu będzie karane śmiercią.

## Przebieg

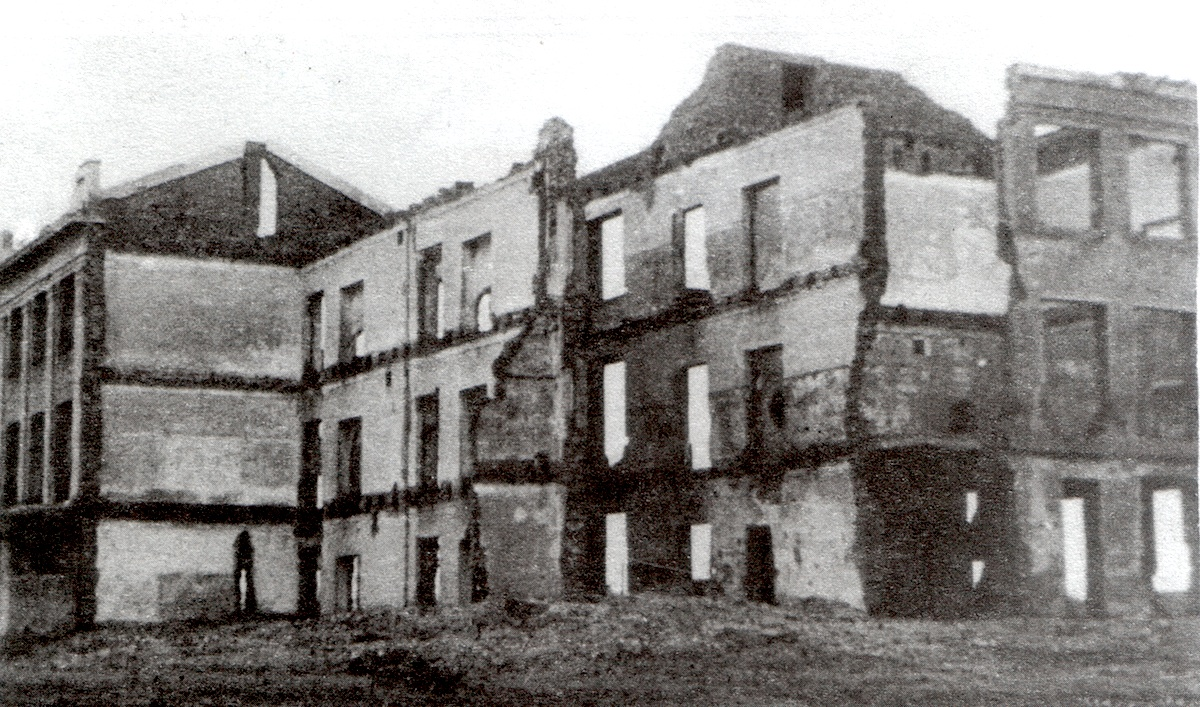
Ruiny szkoły, w której zgromadzono Żydów z Taganrogu przed wywózką na egzekucję

Dowództwo SK 10a oczekiwało, że przygotowania do „przesiedlenia” Żydów z Taganrogu zostaną zakończone do 25 października 1941 roku. Zaplanowano jednocześnie, że ich eksterminacja rozpocznie się następnego dnia po tej dacie. W konsekwencji mjr Averdunk z 253. Komendantury Miejscowej (Ortskommandantur 253, OK 253), wydał rozkaz, by wszyscy Żydzi przebywający w mieście stawili się 26 października na placu Władimirowskim, w budynku szkoły nr 26.
W wyznaczonym dniu na punkcie zbornym pojawiło się około 1,8 tys. Żydów. W szkole odebrano im wszystkie posiadane pieniądze, kosztowności i zapasy żywności. Masowa egzekucja rozpoczęła się jeszcze tego samego dnia.
Jako miejsce mordu wybrana została Pietruszynskaja bałka (Петрушинская балка) – parów w kształcie litery S, znajdujący się w pobliżu wsi Pietruszyno, położonej na zachód od Taganrogu. Ofiary, które stawiły się w szkole przy placu Władimirowskim, były tam doprowadzane pieszo, w kolumnach liczących po 100 osób. Starców i chorych, którzy byli niezdolni do marszu, a także członków miejscowego Judenratu, zabrano bezpośrednio z domów i wywieziono samochodami ciężarowymi. Po dotarciu do parowu ofiary były mordowane przez członków SK 10a. Seetzen, kierując się swoiście pojmowanym „humanitaryzmem”, rozkazał, by rodziny były rozstrzeliwane jednocześnie – w tym małe dzieci w ramionach matek. W czasie, gdy trwały egzekucje, miejsce kaźni zabezpieczali kordonem żołnierze Waffen-SS z Dywizji „Leibstandarte SS Adolf Hitler”.
Po zakończeniu masakry esesmani przeszukali ubrania ofiar w poszukiwaniu ukrytych pieniędzy i kosztowności. Do zakopania zwłok zmusili natomiast mężczyzn z Pietruszyna. Nieopodal parowu wzniesiono później tablicę z ostrzeżeniem, iż osoby, które wejdą na jego teren, zostaną zastrzelone.
Mimo że liczba ofiar była relatywnie niewielka, SK 10a uznało „akcję” w Taganrogu za duży sukces, gdyż w jej trakcie udało się pozyskać znaczne ilości złota, kosztowności i innych wartościowych przedmiotów. 31 października 1941 roku w raporcie Einsatzgruppe D odnotowano, że Mariupol i Taganrog są już „wolne od Żydów”.
Nieżydowskim mieszkańcom Taganrogu oznajmiono, że Żydzi zostali wywiezieni do Mariupola na roboty przymusowe. Andrej Angrick, powołując się m.in. na dokumenty Wehrmachtu, podaje, że większość ludności z „cichą akceptacją” powitała „szczególne środki”, które zostały zastosowane przez okupanta przeciwko żydowskim sąsiadom. Wielu mieszkańców, rekrutujących się przy tym nie tylko ze środowiska marginesu społecznego, miało podejmować starania, by przejąć nieruchomości lub przedmioty, które pozostały po zamordowanych.

## Epilog
W nocie dyplomatycznej poświęconej niemieckim zbrodniom na ludności cywilnej, którą ludowy komisarz spraw zagranicznych Wiaczesław Mołotow wystosował 27 kwietnia 1942 roku do rządów państw utrzymujących stosunki dyplomatyczne z ZSRR, znalazła się informacja o zamordowaniu w październiku 1941 roku blisko 3 tys. mieszkańców Taganrogu. Nie wspomniano jednak, że ofiary masakry były Żydami.
Masowy grób w Pietruszynskiej bałce został odkryty 1 września 1943 roku, a więc zaledwie trzy dni po wyzwoleniu Taganrogu. W sierpniu 1945 roku wzniesiono tam skromny obelisk. W 1973 roku, w 40. rocznicę wyzwolenia miasta, w miejscu masowego mordu odsłonięto nowy, okazały pomnik. Składają się nań dwa wysokie na 18 metrów filary z dołączoną rzeźbą, która symbolizuje wzniesioną dłoń. Początkowo pomnikowi zamierzano nadać nazwę „Ofiary”, ostatecznie wybrano jednak nazwę „Bojownicy”.
W 1997 roku miejsce pamięci uzupełniono o niewielki pomnik i tablice upamiętniające ofiary żydowskie.

## Odpowiedzialność sprawców
Heinrich Seetzen został po upadku III Rzeszy aresztowany przez brytyjskie władze wojskowe. We wrześniu 1945 roku popełnił samobójstwo w obozie jenieckim w Hamburgu.